# 士別市立士別中学校
士別市立士別中学校（しべつしりつしべつちゅうがっこう）は北海道士別市東六条北九丁目にある公立中学校。

## 概要
士別市にある公立中学校の一校である。

## 沿革[1]
- 1947年（昭和22年）- 士別町立士別中学校および下士別・西士別分校設置
- 1948年（昭和23年）- 校章制定，士別中学校校舎建設
- 1952年（昭和27年）- 校歌制定
- 1954年（昭和29年）7月1日 - 士別市発足により士別市立士別中学校に改称
- 1961年（昭和36年）- 士別市立士別南中学校を分離
- 1967年（昭和42年）- 士別市立下士別中学校と統合
- 1971年（昭和46年）- 士別市立中士別中学校と統合
- 1972年（昭和47年）- 言語治療教室開設。文部省研究指定校
- 1977年（昭和52年）- 開校30周年記念式典挙行。士別学校保健研究指定校となる
- 1980年（昭和55年）- 士別市スポーツ賞受賞（スキー）

- 1986年（昭和61年）- 上川教育局研究指定校（生徒指導）となる

- 1987年（昭和62年）- 士別市スポーツ奨励賞受賞（ウエイトリフティング）
- 1993年（平成5年）- 士別市スポーツ奨励賞受賞（ウエイトリフティング）
- 1994年（平成6年）- 士別市スポーツ奨励賞受賞（柔道)，士別市ジュニアスポーツ奨励賞受賞(ウエイトリフティング）。租税教育推進校感謝状受賞
- 1995年（平成7年）- 日刊スポーツ賞受賞（ウエイトリフティング）。言語治療教室（小学校）を士別市立士別小学校へ移転
- 1996年（平成8年）- 第22回マーチングバンドフェスティバル全国大会出場。全国中学校体育大会柔道大会出場
- 1997年（平成9年）- 租税教育推進校感謝状受賞
- 2002年（平成14年）- 全日本中学生・高校生管打楽器内ソロコンテスト中学生の部優秀賞。全国中学体育大会重量挙げ75キロ超級優勝(3種目完全鰯)
- 2005年（平成17年）- 士別市東6条北9丁目に校舎新築移転，新築校舎入校式
- 2008年（平成20年）- 全道中体連バレーボール大会3位入賞

## 教育目標
「夢を拓き未来に輝く生徒の育成」
・磨く～進んで行動し 心を磨く生徒
・励む～進んで表現し 学習に励む生徒
・競う～進んで鍛え たくましさを競う生徒

## 学校行事
- 4月　入学式・年度始業式・着任式
- 5月
- 6月　中体連地区予選大会
- 7月　中体連支庁大会（上川管内代表決定戦）、3年生修学旅行、名寄地区吹奏楽コンクール、一学期終業式
- 8月　二学期始業式、2年生宿泊研修
- 9月　士光祭
- 10月　2年生職業体験
- 11月
- 12月　二学期終業式
- 1月　三学期始業式
- 2月
- 3月　卒業式・年度修了式・離任式

## 学校祭[2]
9月上旬に体育祭と文化祭を合同で2日間開催で行う士光祭（しこうさい）がある。この士光祭は令和三年度が行われており、一日目の体育祭を体育領域、二日目の文化祭を文化領域という。かつて士別市にあった北海道士別高等学校の学校祭も士高祭（しこうさい）と呼ばれていたが、それとは異なる。

## 生徒会活動・部活動など
士別市では、拠点校方式で実行している部活動がいくつか存在する。

### 生徒会本部
会長一名、副会長二名、書記長一名、書記一名、会計一名から構成される。前期では全学年、後期では一・二年生がどの役職にも立候補することができる。加えて一役職二人とは限らず複数人立候補することができる。(定員数が二人である副会長では、投票者は一括でどれか二人に投票し、上位二名が当選となる。)

### 委員会及び委員会の活動内容
- 生活常任委員会→挨拶推進活動や自転車通学者の自転車の点検などを行う。
- 保健体育常任委員会→昼休みの体育館の器具室の開放作業や体育館点検などを行う。
- 報道常任委員会→校内新聞作成や給食時間の音楽の放送などを行う。
- 図書常任委員会→図書コーナー内の図書の貸出作業や図書の点検作業などを行う。
- 選挙管理委員会→生徒会役員選挙の運営などを行う。
- ボランティア委員会→学校周辺の美化活動や士別ハーフマラソン大会のボランティアなどを行う。この委員会に所属していない生徒でも活動に参加することができる。

### 運動部[3]
- 男子バスケットボール部（拠点校方式）(士別市立士別南中学校との合同チーム)
- 女子バスケットボール部（士別市立士別南中学校・士別市立上士別中学校・和寒町立和寒中学校との合同チーム）
- 女子バレーボール部（拠点校方式）(士別市立士別南中学校との合同チーム)
- 野球部
- 女子ソフトテニス部（拠点校方式）(士別市立士別南中学校との合同チーム)
- バドミントン部（士別南中学校との合同チーム）
- サッカー部（クラブとして活動）
- 陸上競技部

### 文化部[3]
- 吹奏楽部

## 通学区域
北9丁目～6丁目(東8条より東にあっては中央通以北)、北町全域、西士別町全域、下士別町全域、武徳町全域、中士別町全域、多寄町全域、温根別町全域

## 進学前小学校[4]
- 士別市立士別小学校
- 士別市立多寄小学校
- 士別市立温根別小学校

## 交通
- JR北海道宗谷本線士別駅より2.5km[5]

## 関係者

### 出身者
- 工藤博文（英語版） - 28回生。カーリング選手。長野五輪カーリング出場[1]
- 橘典人 - 41回生。アトランタ五輪選手[1]
- 小椋裕介 - 陸上選手[6]
- 宍戸美和公 - 女優